# Bankenviertel
Bankenviertel er en af Frankfurt' større erhvervsdistrikter placeret i hjertet i centeret i byen. Nogle af de højeste bygninger i Tyskland er beliggende i dette område. Distriktet er spredt over tre distrikter, Westend, Bahnhofsviertel og Innenstadt. Bankenviertel består hovedsageligt af kontorbygninger bygget.
- Wikimedia Commons har flere filer relateret til Bankenviertel